# Albrecht Penck
Albrecht Penck (25 de setembre de 1858 – 7 de març de 1945), va ser un geògraf i geòleg alemany i pare del geòleg Walther Penck.
Nasqué a Reudnitz prop de Leipzig, Penck va esdevenir professor a la Universitat de Viena des de 1885 a 1906, i a la Universitat de Humboldt de Berlin de 1906 a 1927. Penck es dedicà a la geomorfologia i a la climatologia. Penck morí a Praga el 1945. El 1886 es va casar amb la germana de l'escriptor Ludwig Ganghofer.

## Obra
- Morphologie der Erdoberfläche; 2 volums, 1894
- (with Eduard Bruckner) Die Alpen im Eiszeitalter; 3 volums, 1909